# Eucalyptus beardiana
Eucalyptus beardiana är en myrtenväxtart som beskrevs av Murray Ian Hill Brooker och Donald Frederick Blaxell. Eucalyptus beardiana ingår i släktet Eucalyptus och familjen myrtenväxter. Inga underarter finns listade i Catalogue of Life.